# Citibank (Poland)
Citibank (Poland) S.A. – bank komercyjny z siedzibą w Warszawie, działający w latach 1991–2001, kiedy połączył się z Bankiem Handlowym w Warszawie. Członek grupy amerykańskiej grupy kapitałowej Citigroup.

## Historia
Bank został założony przez Citigroup w 1991, Narodowy Bank Polski wydał zezwolenie na rozpoczęcie przez niego działalności 30 sierpnia tego roku. Był to jeden z pierwszych banków będących własnością inwestora zagranicznego otwarty w Polsce po 1989 oraz jeden z kilku banków rozpoczynających działalność w formule greenfield, czyli bez inwestycji w istniejący już na polskim rynku bank. Był w całości własnością Citigroup przez cały okres działalności. Początkowo skupiał się na obsłudze klientów instytucjonalnych
W 1992 jako pierwszy bank w Polsce wprowadził usługę bankowości elektronicznej (home banking). W 1997 rozpoczął obsługę klientów indywidualnych.
W latach 1994–2001 (do fuzji z Bankiem Handlowym, który wszedł w prawa i obowiązki wspólnika) był wspólnie z BRE Bankiem współudziałowcem spółki celowej mającej na celu odbudowę Pałacu Jabłonowskich w Warszawie, w którym po zakończeniu inwestycji ulokował swoją siedzibę.
W latach 1998–2000 był, wspólnie z Towarzystwem Ubezpieczeń i Reasekuracji „Warta”, współwłaścicielem Powszechnego Towarzystwa Emerytalnego „DOM” S.A.
28 lutego 2001, na podstawie zgody udzielonej 11 marca 2000 przez Komisję Nadzoru Bankowego, bank został przejęty i wchłonięty przez Bank Handlowy w Warszawie, którego Citigroup została udziałowcem większościowym rok wcześniej. Wraz z bankiem przejęta została spółka zależna Citibrokerage S.A., w marcu 2001 połączona z jedną z jednostek organizacyjnych Banku Handlowego, na bazie których powstał Dom Maklerski Banku Handlowego S.A.